# Роберт Вальтнер
Роберт Вальтнер (угор. Róbert Waltner, нар. 20 вересня 1977, Капошвар) — угорський футболіст, що грав на позиції нападника. По завершенні ігрової кар'єри — тренер.
Виступав, зокрема, за клуб «Залаеґерсеґ», з яким став чемпіоном Угорщини та є найкращим бомбардиром в історії команди з 92 голами. Також грав за національну збірну Угорщини.

## Клубна кар'єра
У дорослому футболі дебютував 1995 року виступами за команду «Капоште», в якій провів один сезон, взявши участь у 15 матчах чемпіонату. Після відносно успішного року він перейшов до головного клубу міста, «Капошвар», і грав там два роки. 
У 1997 році він перейшов у «Відеотон», дебютувавши у вищому дивізіоні Угорщини, де у сезоні 1998/99 забив дванадцять голів. Незважаючи на результативність Вальтнера, його команда вилетіла до другого дивізіону, де він ще провів пів року, забивши 8 голів у 16 іграх, після чого переїхав до Будапешта, догравши сезон у клубі «Уйпешт». 
Влітку 2000 року Вальтнер перейшов у «Залаеґерсеґ», де одразу став основним бомбардиром, забивши у першому сезоні 13 голів, а у наступному — 16, допомігши команді виграти чемпіонат Угорщини у 2002 році. Після чемпіонського титулу Роберт відправився за кордон, де був у складі аргентинської «Боки Хуніорс» та кіпрського «Анортосіса», але ніде не закріпився і на початку 2004 року повернувся у «Залаеґерсеґ», де провів ще один рік, забивши 17 голів.

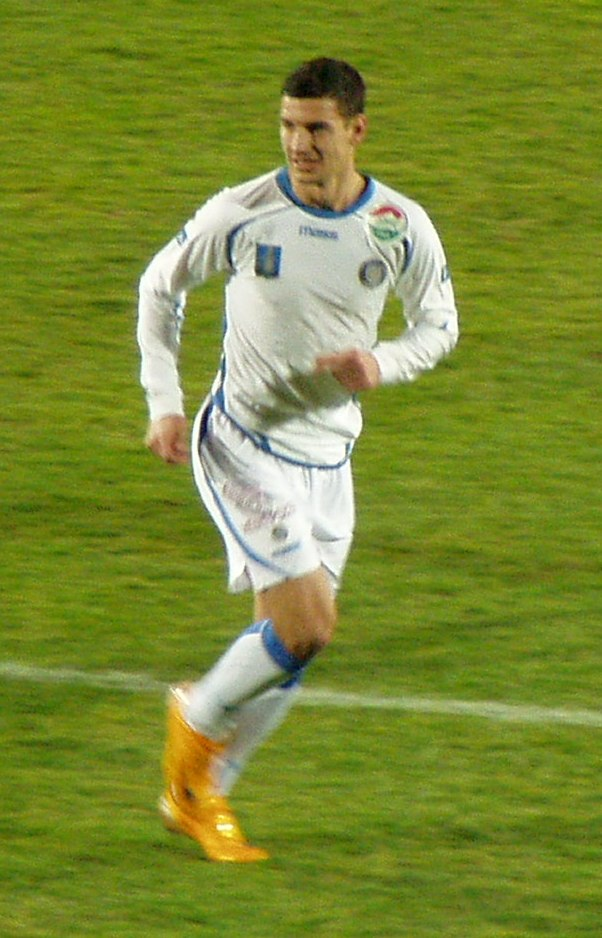
Роберт Вальтнер під час виступів за «Залаеґерсеґ». 2008 рік.

У лютому 2005 року Роберт перейшов у «Вашаш», втім влітку 2006 року втретє у своїй кар'єр став гравцем «Залаеґерсеґа». У першому сезоні після повернення він забив за клуб 13 голів, а у сезоні 2007/08 взяв участь у перших семи матчах чемпіонату Угорщини, забивши 8 голів, після чого у вересні 2007 року поїхав в ОАЕ у «Аль-Дхафра», виступаючи в команді на правах оренди, а після Нового року повернувся до Угорщини та у другому колі забив ще 10 голів у 14 матчах. В результаті, незважаючи на перерву, Вальтнер зміг з 18 м'ячів стати найкращим бомбардиром чемпіонату Угорщини. Загалом за увесь час виступів за цей клуб Вальтнер забив 92 голи, побивши клубний рекорд Іштвана Шооша (69 голів).
Влітку 2009 року Вальтнер перейшов у австрійський «Маттерсбург», де у першому сезоні забив 14 голів у 35 іграх чемпіонаті, але надалі результативність угорця і після 4 голів у наступному сезоні він не забив жодного голу у третьому сезоні 2011/12, тож після цього повернувся на батьківщину і влітку 2012 року він повернувся до угорського клубу «Капошвара», де грав до початку 2014 року. Під час зимової перерви він перейшов у «Шіофок» з другого дивізіоні, де грав до літа 2014 року. Звідти він перейшов у «Ломбард», який був розпущений наприкінці сезону 2014/15 через фінансові проблеми. Тут він забив свій останній гол у вищому дивізіоні Угорщини і загалом за кар'єру забив 126 голів у цьому турнірі.
Надалі протягом 2015—2016 років захищав кольори аматорського австрійського клубк «Оберпетерсдорф» у шостому дивізіоні країни (1. Klasse Mitte), а завершив ігрову кар'єру на батьківщині у команді «Балатонлелле», за яку виступав протягом 2016 року у 4 дивізіоні.

## Виступи за збірні
Протягом 1998—1999 років залучався до складу молодіжної збірної Угорщини. На молодіжному рівні зіграв у 5 офіційних матчах, забив 1 гол.
18 листопада 1998 року дебютував в офіційних матчах у складі національної збірної Угорщини, вийшовши на заміну замість Міклоша Фехера на 90 хвилині в товариській грі проти Швейцарії (2:0). Загалом протягом кар'єри в національній команді, яка тривала 4 роки, провів у її формі 6 матчів, але жодного голу так і не забив.

## Кар'єра тренера
Розпочав тренерську кар'єру відразу ж по завершенні кар'єри гравця, влітку 2016 року, очоливши юнацьку команду клубу «Капошвар» на сезон 2016/17. Він також недовго виконував обов'язки тимчасового головного тренера першої команди з листопада по грудень 2016 року в одному матчі Кубка Угорщини та двох матчах ліги. 28 вересня 2017 року його було призначено повноцінним головним тренером першої команди, замінивши Тамаша Артнера, який пішов у відставку. Його перший сезон був успішним, оскільки його підопічні виграли західну групу третього дивізіону, таким чином вийшовши до другого дивізіону. Там «Капошвару» сенсаційно вдалося фінішувати другими, і таким чином Вальтнер повернув клуб до елітного дивізіону через 5 років. Втім, у вищому дивізіоні йому не вдалося показати значних результатів, і коли «Капошвар» був на 19-му місці після сьомого туру, його звільнили з посади.
У листопаді 2020 року Вальтнер став тренером друголігового «Шіофока», з якого звільнився за взаємною згодою 10 березня 2021 року, щоб 15 березня очолити вищоліговий «Залаеґерсеґ». Тут Вальтнер провів один рік і пішов у відставку 26 березня 2022 року.
26 травня 2022 року його було призначено тренером «Пакша». Але і в цій команді Вальтнер надовго не затримався і ще до завершення першого сезону, 13 лютого 2023 року його було звільнено.
У червні 2024 року він став тренером команди другого дивізіону «Сентлйоринц».

## Титули і досягнення

### Командні
- Чемпіон Угорщини (1):

«Залаеґерсеґ»: 2001/02

### Особисті
- Найкращий бомбардир чемпіонату Угорщини: 2006/07 (18 голів)